# 特拉比松帝国
特拉比松帝国（希臘語：Αυτοκρατορία της Τραπεζούντας）创立於1204年4月，是從拜占庭帝国分裂出的三个帝国之一，持續了257年。特拉比松帝國的第一代君主阿历克塞一世是科穆寧王朝最後一位皇帝安德洛尼卡一世的孫子，他在第四次十字军东征时預見十字軍將攻取君士坦丁堡，便佔據特拉布宗獨立建國，声称继承了拜占庭帝国的法统而自号“罗马帝国”，但在尼西亚帝国收复君士坦丁堡后改国号为“全东方与伊比利亚及佩拉提亚帝国”。在地理上，帝国的版图从未超过黑海南岸地区。1461年，奥斯曼帝国穆罕默德二世进攻特拉比松，国王大卫·科穆宁投降，特拉比松帝国灭亡。
在1461年帝國被奧斯曼帝國所滅後，大量信奉東正教的希臘人（稱為本都希臘人）仍居住在古帝國的範圍內至20世紀初。這些希臘人因為希臘土耳其人口互換而於1923年始被土耳其驅逐至今希臘境內。然而，在當地希臘裔穆斯林則保留於居住地至今。

## 地理
特拉布松帝國初期曾統治著黑海南岸的一系列地區，包括現今土耳其的錫諾普省、奧爾杜省、吉雷松省、特拉布宗省、巴伊布爾特省、居米什哈內省、里澤省和阿爾特溫省。在13世紀，帝國更統治著黑海北岸的克里米亞半島，包括克森尼索和刻赤。可是在1206年，錫諾普以西的領土都被與帝國西部接壤的尼西亞帝國佔領，錫諾普也於1214年陷落於塞爾柱人手中。1222年以後，黑海北岸的土地漸漸改由熱那亞人統治。
儘管如此，特拉布松帝國仍是三個拜占庭帝國的繼承國中壽命最長的。其中位於小亞細亞西部的尼西亞帝國成功滅掉十字軍建立的拉丁帝國，並重奪了君士坦丁堡；位於希臘伊庇魯斯的伊庇魯斯專制國則於13-14世紀逐漸崩潰，並在1340年被尼西亞君主所恢復的拜占庭帝國所佔領。
重建的拜占庭帝國於1453年被奧斯曼帝國所滅，特拉布松帝國則持續至1461年才滅亡。

## 歷史

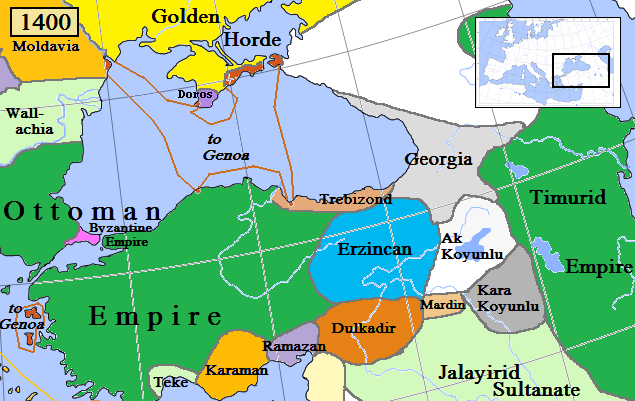
1400年，特拉比松帝國和鄰近國家的疆域

特拉比松帝国诞生于东罗马帝国崩溃的剧变之中。1204年，第四次十字军攻陷君士坦丁堡后，在格鲁吉亚王国女王塔玛尔的支持下，东罗马帝国皇室后裔阿莱克修斯·科穆宁与其弟大卫·科穆宁率军攻占了黑海南岸的特拉布宗及其周边地区。阿莱克修斯在此加冕为皇帝，建立特拉比松帝国。大卫则向西扩张，建立了附属于帝国的帕夫拉戈尼亚公国。然而，帝国甫立便强敌环伺：东有强大的罗姆苏丹国（塞尔柱突厥人），西有同属东罗马帝国继承者的尼西亚帝国。1205年，罗姆苏丹凯霍斯鲁一世即兵临特拉布宗城下，同时尼西亚皇帝塞奥多利一世也阻击了大卫的西征。1206年，阿莱克修斯一世战败，被迫向罗姆苏丹国开放重要港口萨姆松。虽有大卫于1208年寻求拉丁帝国支持迫使尼西亚放弃围攻赫拉克利亚之举，但帝国的早期扩张终告失败。1212年大卫去世，至1214年，赫拉克利亚终被尼西亚攻占，帝国北部重镇锡诺普亦陷于罗姆苏丹国之手，阿莱克修斯一世被迫向苏丹称臣纳贡。
帝国的早期历史在罗姆苏丹国的霸权阴影下展开，双方关系时紧时缓。1223年，因罗姆苏丹国锡诺普总督哈图恩劫掠被风暴吹至锡诺普的特拉比松船只，皇帝安德洛尼卡一世（阿莱克修斯一世之婿）派兵报复性洗劫锡诺普，招致罗姆苏丹凯库巴德一世之子马利克围攻特拉布宗，但特拉比松军队成功俘虏马利克，暂时恢复了独立。1230年，安德洛尼卡一世支持的花剌子模沙阿札兰丁在亚西切门战役中被以罗姆苏丹国为首的联军击败，特拉比松被迫重新臣服于罗姆苏丹国。皇位在安德洛尼卡一世、约翰一世（死于玩马球）和曼努埃尔一世之间频繁更迭。
1243年的克塞山战役成为帝国命运的转折点。曼努埃尔一世作为罗姆苏丹盟友参战，结果蒙古帝国军队大败联军。此役后，曼努埃尔一世被迫向蒙古帝国屈服。1246年，他亲赴哈拉和林朝见大汗贵由以示臣服。在蒙古势力庇护下，帝国获得喘息，曼努埃尔一世曾短暂收复锡诺普（1259年），并尝试与西方基督教世界联姻（1253年向法兰西王国国王路易九世提亲失败），但该城于1265年（安德洛尼卡二世在位期间）得而复失。十三世纪末，帝国还面临重建的东罗马帝国（巴列奥略王朝）的强大压力。1282年，皇帝约翰二世应东罗马皇帝米海尔八世之邀前往君士坦丁堡，被迫放弃“罗马人的皇帝”头衔（但仍自称皇帝），承认君士坦丁堡的宗主权。同时，内部叛乱频发，如1284年约翰二世之姐狄奥多拉曾短暂自立为帝。
十四世纪对帝国而言是内忧外患加剧的时期。1340年皇帝瓦西里去世后，帝国陷入惨烈的继承内战，短短数年间皇位在瓦西里的皇后伊琳娜·巴列奥略、阿莱克修斯二世之女安娜、约翰二世之子米哈伊尔、米哈伊尔之子约翰三世之间血腥更迭（安娜被约翰三世处死）。与此同时，新兴的土库曼穆斯林贝伊国（如白羊王朝）不断侵袭蚕食帝国领土（如多次入侵马祖卡、卡尔迪亚）。1347年，土库曼人占领圣安德烈阿斯与云耶，同年黑死病肆虐特拉布宗。1348年，热那亚共和国夺取了凯拉苏斯。意大利商业城邦热那亚和威尼斯利用帝国的虚弱，通过武力威胁（如1349年热那亚征伐）、支持内部叛乱（如1376年威尼斯支持皇子安德罗尼库斯反对其父阿莱克修斯三世）以及经济制裁等手段，迫使帝国不断出让重大经济特权（如免税）甚至领土（1349年割让狮堡给热那亚），帝国经济命脉逐渐为其掌控。
1349年，阿莱克修斯三世上台，开启了帝国晚期相对稳定的时期。他致力于平定内部贵族叛乱（如镇压尼基塔斯·斯候拉），并尝试加强防御（如计划修建库库堡）。在外交上，他采取灵活务实的策略，频繁出访周边土库曼埃米尔、白羊王朝、格鲁吉亚王国和君士坦丁堡，并通过广泛的皇室联姻（如将长女安娜嫁给格鲁吉亚国王巴格拉特五世，将姐妹塞奥多拉和女儿尤多奇亚分别嫁给土库曼埃米尔哈吉·埃米尔和扎拉比·塔吉·阿丁）来巩固关系和寻求安全保障。尽管他努力周旋，仍无法阻止帝国江河日下。
进入十五世纪，帝国衰亡之势已不可逆转。曼努埃尔三世（1390-1417年在位）时期，国力持续衰弱，虽曾依附于帖木儿对抗奥斯曼帝国（1400年），但对意大利商人的经济依赖日益加深（1396年给予威尼斯人广泛权利）。阿莱克修斯四世（1417-1429年在位）时期，与热那亚的冲突激化：1417年热那亚报复性攻击导致帝国于1418年支付战争赔偿；1425年因拒绝为热那亚人重修狮堡，帝国遭热那亚经济制裁。1429年，皇室内部矛盾爆发，阿莱克修斯四世之子约翰四世派人刺杀其父后登基。
约翰四世统治末年，帝国陷入绝境。约1456年，东方受到萨法维耶教团谢赫·朱奈德的入侵；同年，西方新兴的奥斯曼帝国发动大规模入侵，掳走大量人口并勒索巨额赎金，帝国已无力自保。为求一线生机，约翰四世于1458年派其弟大卫向奥斯曼帝国纳贡，并将年贡从2000金币大幅提高到3000金币；同时将女儿塞奥多拉嫁给强大的白羊王朝苏丹乌尊哈桑，以期获得保护。1460年约翰四世去世，大卫继位。次年（1461年），奥斯曼帝国苏丹穆罕默德二世围在完成对君士坦丁堡（1453年）的征服后，率大军东进围攻特拉布宗。面对绝对优势的敌军，末代皇帝大卫在城內堅持了一個月後，于8月15日被迫出城投降。特拉比松帝国灭亡，其领土并入奥斯曼帝国，这标志着拜占庭时代的彻底终结。

## 皇帝列表
| 名稱            | 肖像 | 統治開始時間   | 統治結束時間   | 備註 |
| --------------- | ---- | -------------- | -------------- | --- |
| 阿歷克塞一世    |      | 1204年         | 1222年2月1日   | |
| 安德洛尼卡一世  |      | 1222年2月1日   | 1235年         | |
| 約翰一世        |      | 1235年         | 1238年         | |
| 曼努埃尔一世    |      | 1238年         | 1263年3月      | |
| 安德洛尼卡二世  |      | 1263年3月      | 1266年         | |
| 喬治            |      | 1266年         | 1280年         | 被迫退位 |
| 約翰二世        |      | 1280年         | 1284年         | 首次統治 |
| 狄奥多拉        |      | 1284年         | 1285年         | 特拉比松帝國歷史上第一位女皇帝 |
| 約翰二世        |      | 1285年         | 1297年8月16日  | 二次統治 |
| 阿历克塞二世    |      | 1297年8月16日  | 1330年5月3日   | |
| 安德洛尼卡三世  |      | 1330年5月3日   | 1332年1月8日   | |
| 曼努埃尔二世    |      | 1332年1月8日   | 1332年9月22日  | 上任八個月後便被罷黜。 |
| 瓦西里          |      | 1332年9月22日  | 1340年4月6日   | |
| 伊琳娜·巴列奥略 |      | 1340年4月6日   | 1341年7月17日  | 前任皇帝瓦西里的遺孀，特拉比松帝國歷史上第二位女皇帝                                                                              |
| 安娜·阿纳胡特卢 |      | 1341年7月17日  | 1342年9月4日   | 阿歷克塞二世的女兒，特拉比松帝國歷史上第三位、也是最後一位女皇帝                                                                  |
| 約翰三世        |      | 1342年9月4日   | 1344年5月3日   | |
| 米哈伊尔        |      | 1344年5月3日   | 1349年12月13日 | 約翰三世的父親。 |
| 阿历克塞三世    |      | 1349年12月13日 | 1390年3月20日  | |
| 曼努埃尔三世    |      | 1390年3月20日  | 1417年3月5日   | |
| 阿历克塞四世    |      | 1417年3月5日   | 1429年10月     | 威廉·米勒和V·洛朗等歷史學家均認為阿歷克塞在1429年10月被他的兒子約翰四世所謀殺，而安東尼·貝理雅則認為阿歷克塞死於那一年的4月26日。 |
| 約翰四世        |      | 1429年10月     | 1459年4月22日  | 史家們鑑定約翰是在1458年至1460年期間逝世。這個日期是史家普遍認可的。                                                              |
| 大衛            |      | 1459年4月22日  | 1461年8月15日  | |

## 關聯項目
- 圣索菲亚教堂 (特拉布宗)
- 苏美拉修道院
- 萨非王朝，部分血统来源于本都希腊人
- 多萝西·邓尼特法（英语：Dorothy Dunnett），现代苏格兰历史小说作家，她的小说《The Spring of the Ram》的背景设立在特拉比松帝国被奥斯曼帝国灭亡之时
- 劳伦斯·斯库诺弗（英语：Lawrence Schoonover），现代美国历史小说作家，他的小说《The Burnished Blade》的背景设定在特拉比松帝国繁荣之时

## 资料来源

### 一手资料
- Johannes Bessarion: The praise of Trebizond
- Michael Panaretos: Chronicle

### 二手资料
- Anthony Bryer & David Winfield, The Byzantine Monuments and Topography of the Pontos (DOS. XX), vol. 1–2, Washington, 1985.
- Anthony Bryer, Peoples and Settlement in Anatolia and the Caucasus, 800–1900, Variorum collected studies series, London, 1988.
- Bryer, Anthony. . London: Variorum Reprints. 1980. ISBN 978-0-86078-062-5.
- Jakob Philipp Fallmerayer, Geschichte des Kaiserthums Trapezunt (Munich, 1827–1848)
- George Finlay The History of Greece, from Its Conquest by the Crusaders to Its Conquest by the Turks, and of the Empire of Trebizond: 1204–1461. Edinburgh: Blackwood, 1851.
- Émile Janssens. Trébizonde en Colchide. Bruxelles: Presses universitaires de Bruxelles, 1969,
- Sergei Karpov. L' impero di Trebisonda, Venezia, Genova e Roma, 1204–1461. Rapporti politici, diplomatici e commerciali. Roma, 1986, 321 P.
- Sergei Karpov. Трапезундская империя и западноевропейские государства, 1204–1461. ("The Empire of Trebizond and the nations of Western Europe, 1204–1461".) Moscow, 1981, 231 pp.
- Sergei Karpov. История Трапезундской империи ("A history of the empire of Trebizond"). Saint Petersburg, 2007, 656 pp.
- William Miller, Trebizond: The Last Greek Empire, (1926; repr. Chicago: Argonaut Publishers, 1968)
- Donald Queller, Thomas F. Madden, The Fourth Crusade: The Conquest of Constantinople, University of Pennsylvania Press, Philadelphia, 2nd ed., 1997. ISBN 0-8122-3387-5
- Savvides, Alexios G. K.  [History of the Empire of the Grand Komnenoi of Trebizond (1204-1461). 2nd Edition with additions]. Thessaloniki: Kyriakidis Brothers S.A. 2009. ISBN 978-960-467-121-2 （希腊语）.
- Rustam Shukurov. Великие Комнины и Восток (1204—1461) ("The Megas Komnenos and the Orient (1204–1461)"). Saint Petersburg, 2001, 446 pp (in Russian), ISBN 5-89329-337-1
- Levan Urushadze, The Comnenus of Trabizond and the Bagrationi dynasty of Georgia. — J. "Tsiskari", Tbilisi, No 4, 1991, pp. 144–148: in Georgian.
- Fyodor Uspensky, From the history of the Empire of Trabizond (Ocherki iz istorii Trapezuntskoy Imperii), Leningrad, 1929, 160 pp: a monograph in Russian.
- Zehiroglu, Ahmet. M.  [The Empire of Trebizond (Vol.2)]. Trabzon: Lazika Yayin Kolektifi. 2016. ISBN 978-605-4567-52-2 （土耳其语）.

 维基共享资源上的相關多媒體資源：特拉比松帝国
41°00′23″N 39°43′50″E / 41.0064°N 39.7306°E